# Aeverium
Aeverium est un groupe allemand de metal alternatif, originaire de Viersen.

## Histoire
Aeverium est formé en 2013 par le chanteur Marcel « Chubby » Römer, le guitariste Michael Karius et le claviériste Andreas « Anti » Delvos. Au moment de la création du groupe, chacun avait déjà acquis une certaine expérience dans le monde de la musique et pouvait donc utiliser ses contacts pour intéresser d'autres membres du groupe à leurs enregistrements de démonstration. Le line-up est complété par Aeva Maurelle au chant, Lars Dannenberg à la basse et Klaus Radtke à la batterie. Le 24 janvier 2014, Aeverium fait ses débuts live au festival Süchteln brennt à Viersen. Ils font d'autres apparitions en Allemagne et aux Pays-Bas, et enregistrent l'EP The Harvest, qui contient les quatre premières chansons du groupe, produit par Sander Gommans et Amanda Somerville,,.
En juillet de la même année, Aeverium remporte un vote sur Internet au festival M'era Luna à Hildesheim, ce qui leur permet de se produire au même festival. Le 23 octobre 2014, la signature d'un contrat avec le label allemand Out of Line est annoncée. Cette collaboration aboutit au premier album Break Out, sorti le 27 mars 2015,,,. En juillet 2016, le batteur Klaus Radtke annonce son départ pour des raisons de temps et personnelles. Pour les événements à venir, il est d'abord remplacé par Bodo Stricker, qui devient ensuite le batteur permanent du groupe.
En octobre 2016, Aeverium tourne avec Kamelot en première partie du Haven Europe Tour Part III. La chanteuse Aeva Maurelle est également autorisée à assumer le rôle féminin de Kamelot. En août 2017, le groupe se produit au Wacken Open Air à la Metal Church. Ils sont confirmés lors des Wacken Winter Nights en 2018. En septembre 2018, Aeva Maurelle annonce son départ du groupe. Vanessa Katakalos est trouvée en remplacement.

## Discographie

### Albums studio
- 2015 : Break Out
- 2017 : Time
- 2024 : The Secret Door

### EP et singles
- 2013 : The Harvest (EP)
- 2019 : Safe Harbour (single)

### Clips
- 2014 : Heaven's Burning (Harvest Time)
- 2015 : Break Out
- 2017 : What About Me
- 2017 : Hunted
- 2019 : Safe Harbour
- 2024 : Living in Elysium
- 2024 : Herzlinie (avec René Anlauff du Heldmaschine)